# 三打三防
三打三防是中国人民解放军军事训练大纲中的军事术语，三打三防分为50年代-80年代老三打三防，和90年代-现在的新三打三防。

## 历史

### 50-80年代
1960年中苏关系严重恶化，苏联在中华人民共和国边境陈兵百万，严重威胁中华人民共和国北方，中共中央军委根据当时的国际形势和中国周边环境的变化，疏散指挥机构和大力扩建人防设施。深挖洞、广积粮，积极备战。解放军总部为应对苏联占压倒性优势装甲集群和航空兵集团的现实威胁，向全军解放军战士和民兵提出三打三防的训练要求。
- “三打”指：
  - 打坦克
  - 打飞机
  - 打空降兵
- “三防”指：
  - 防原子
  - 防化学
  - 防生物武器

### 90年代
90年代海湾战争结束后，解放军根据世界军事形势发生的巨大变化，展开科技大练兵训练，针对假想敌在技术上的优势，在旧“三打三防”的基础上发展出“新三打三防”训练大纲，具体为：
- 三打
  - 打隐形飞机
  - 打巡航导弹
  - 打武装直升机
- 三防
  - 防精确打击
  - 防电子干扰
  - 防侦察监视[1]

### 21世紀
進入21世紀後，解放军根据中国周边事形势及新军事变革的需要，制定新的训练大纲，在保留原“三防”的基础上扩展出新“三打”即：
- 三打
  - 打卫星
  - 打预警机
  - 打航空母舰
- 三防
  - 防精确打击
  - 防电子干扰
  - 防侦察监视